# Wakefield
Wakefield er en by i West Yorkshire, England. Byen er hovedby i distriktet City of Wakefield. Byen havde 109.766 indbyggere ved folketællingen i 2021, hvilket var en stigning fra 99.251 i 2011.